# Жежерин, Вадим Борисович
Вади́м Бори́сович Жеже́рин (род. 5 ноября 1946, Киев) — советский и украинский архитектор. Действительный член Украинской академии архитектуры. Председатель правления Киевской организации Национального союза архитекторов Украины (с 1990 года). Член комитета по Государственным премиям Украины в области архитектуры, Президент Международной ассоциации Союза архитекторов СНГ (1996—1997), президент Архитектурного совета Центральной и Восточной Европы (1998—2000). Руководитель персональной архитектурной мастерской АБК «Жежерин».
Лауреат Государственной премии Украины за архитектуру станции метро «Золотые ворота» (1991), за реконструкцию площади Льва Толстого в Киеве (1998). Заслуженный архитектор Украины (1997), народный архитектор Украины (2004)
В 1970 году окончил архитектурный факультет Киевского инженерно-строительного института. Работал в проектном институте «Киевпроект».

## Семья
- Отец — Борис Петрович Жежерин, украинский советский архитектор, заслуженный архитектор УССР (1975), лауреат Государственной премии УССР им. Т. Г. Шевченко (1990)[1][2], почётный член Академии архитектуры Украины (1994).
- Мать — Лидия Александровна Гусева[3] (1918 г.р.) — архитектор, руководитель архитектурно-планировочной мастерской № 2 института «Гипроград» (1944—1979), руководитель проектов строительства города Кузнецовска, микрорайона «Украинский» в разрушенном землетрясением Ташкенте, жилых домов № 24, 24-а по улице Январского восстания (нынешний адрес — Лаврская улица, 4, 4-а), дома № 129—131 по Большой Васильковской улице, № 34-А по улице Кирова в Киеве и др.

## Основные труды
- Застройка жилого массива Теремки−2, микрорайонов в жилых массивах Левобережный и Южная Борщаговка, Синеозёрный (Киев, 1972—1989).
- Комплекс Центральных железнодорожных касс и гостиницы «Экспресс» (Киев, 1978—1985).
- Реконструкция площади Льва Толстого (Киев, 1979—1996).
- Станции киевского метрополитена «Площадь Льва Толстого» (1981) и «Золотые ворота» (1989), здания инженерного корпуса метрополитена и комплекса «Киев-Донбасс» на площади Льва Толстого
- Реконструкция района в границах улиц Вячеслава Черновола — Дмитровской — Павловской (Киев, 1981—1999).
- Реконструкция квартала по ул. Владимирской, 47-53
- Застройка и реконструкция Бессарабского квартала (Киев, 2001—2005).
- Жилые дома по ул. Богдана Хмельницкого, 39, ул. Владимирской, 79, ул. Тургеневской, 45-49, ул. Павловской, 31/32.
- Спасо-Преображенский собор в Лико-граде (Киев, ул. маршала Конева, 3а).[4]

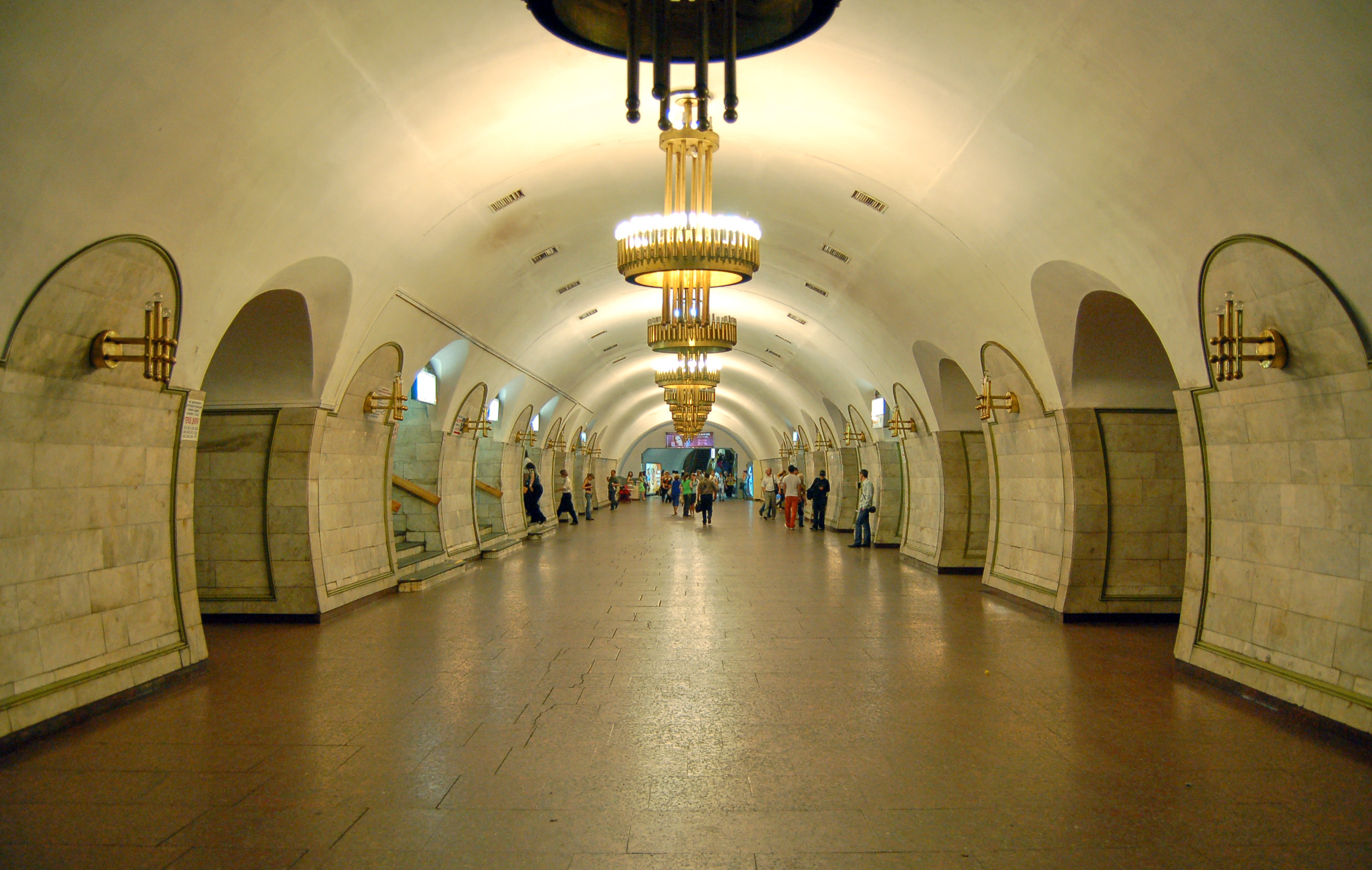
Станция метро «Площадь Льва Толстого»
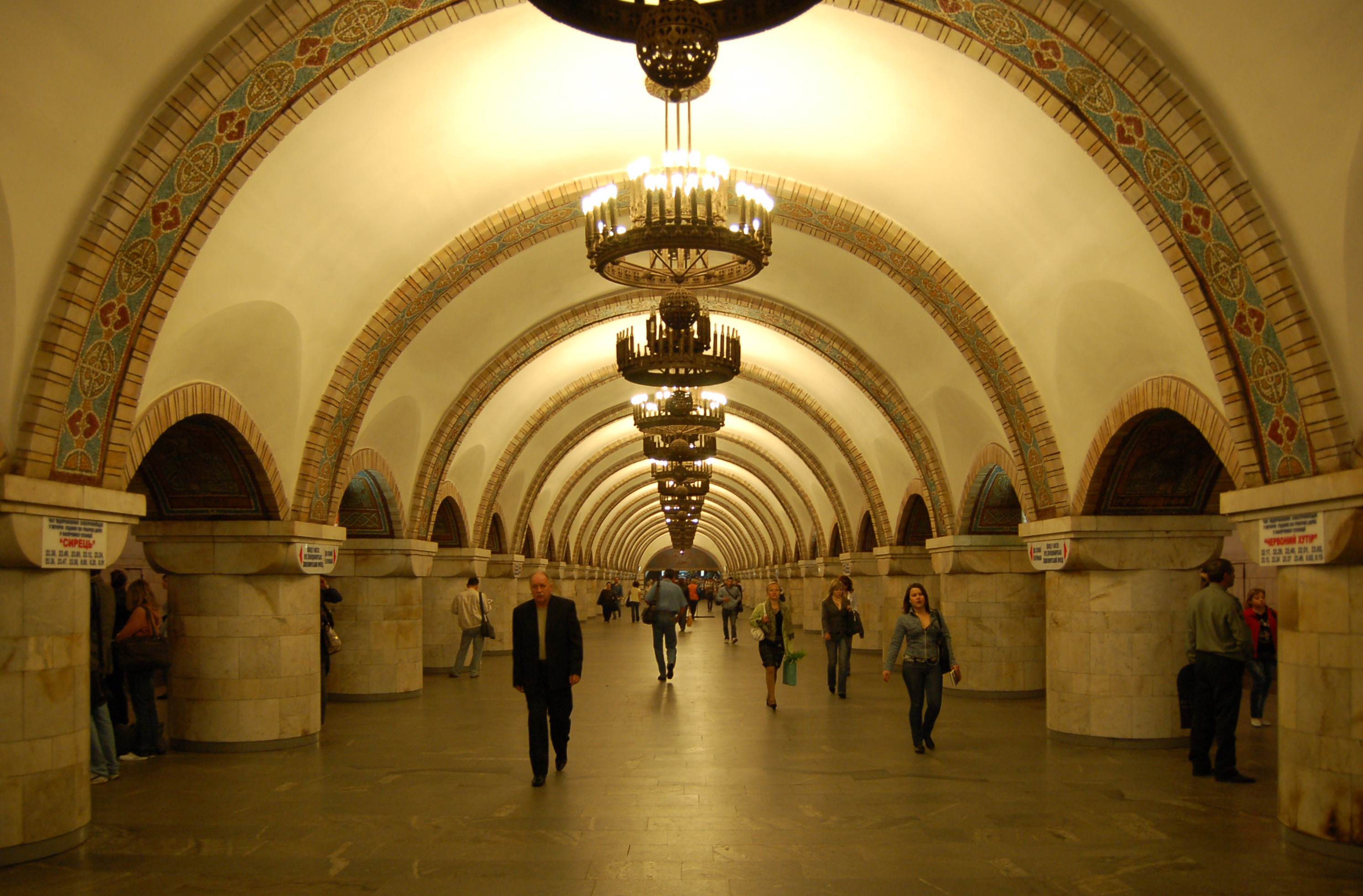
Станция метро «Золотые ворота»
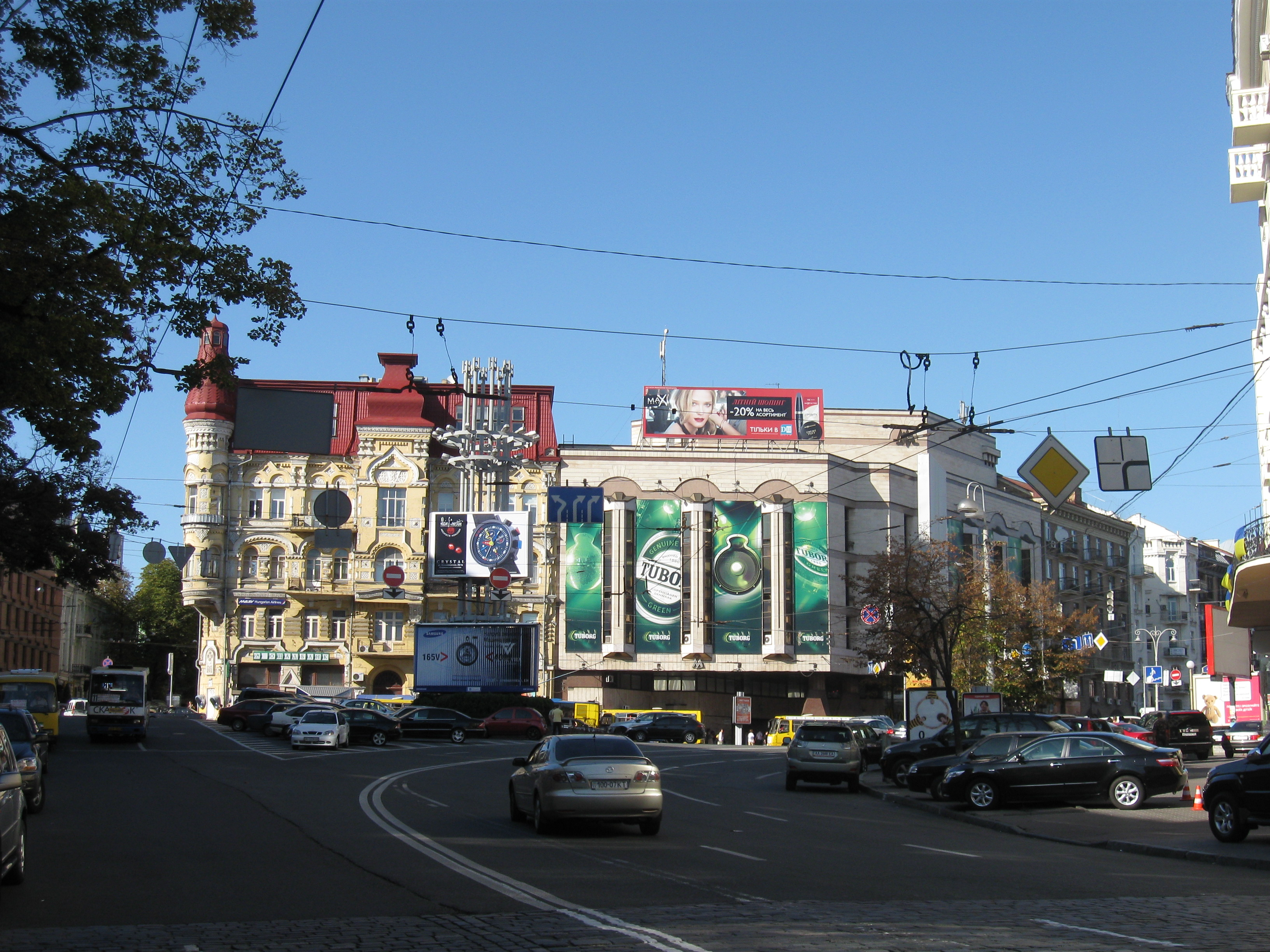
Площадь Льва Толстого в Киеве